# Historia y utopía
Historia y utopía (en francés: Histoire et utopie) es un libro filosófico de 1960 del filósofo rumano Emil Cioran (1911-1995), que analiza el predominio de la Unión Soviética, la psicología de la tiranía y el concepto histórico de utopía. El libro también aborda varios temas negativos que impregnan la obra de Cioran, incluida la insatisfacción con el mundo, la importancia de las emociones negativas y elpesimismo filosófico.
Nacido en Rumania, Cioran escribió varias de sus primeras obras filosóficas en su lengua materna, el rumano. De joven, Cioran simpatizaba con la Guardia de Hierro, un movimiento fascista rumano. Esto lo impulsó a escribir La Transfiguración de Rumania (1936-7), una obra que abogaba por la instalación de un gobierno totalitario en Rumania. En 1937 Cioran se trasladó a París, donde permanecería el resto de su vida. Este movimiento marcó una clara ruptura en la vida de Cioran, dividiendo su obra en un período rumano temprano y un período francés maduro. Tras la conclusión de la Segunda Guerra Mundial, Cioran repudió La Transfiguración de Rumania y comenzó a publicar obras en francés, lengua en la que escribió durante el resto de su vida. Historia y utopía se publicó en 1960, hacia mediados del período francés de Cioran.
Historia y utopía es una colección de ensayos, uno de los cuales («Carta a un amigo lejano») fue dirigido al filósofo Constantin Noica. Noica, amigo de Cioran, permaneció en Rumania y también había simpatizado con la Guardia de Hierro durante la guerra. La aparición del ensayo condujo a la condena de Noica por cargos como prisionero político, dentro de la Rumanía comunista de la posguerra.

## Sinopsis
Historia y Utopía es una colección de seis ensayos. El primero, Carta a un amigo lejano, fue escrito en el contexto de la Revolución Húngara de 1956, y dirigida al filósofo Constantin Noica,  contemporáneo de Cioran. En su juventud, tanto Cioran como Noica habían simpatizado con la Guardia de Hierro, un movimiento fascista que tomó brevemente el control de Rumania durante la Segunda Guerra Mundial. Al breve reinado de la Guardia de Hierro le siguieron varios cambios de régimen hasta que en 1947 se instaló la República Socialista de Rumania, un gobierno comunista respaldado por los soviéticos. En 1937, Cioran se trasladó a París, donde permanecería el resto de su vida. Noica, por el contrario, estuvo recluido en Rumania como prisionero político después de la guerra. En la carta, Cioran expresó ambivalencia sobre la relativa libertad de la que disfrutó en París mientras Noica era un prisionero político en Rumania:

Desde ese país que era nuestro y ahora de nadie, me instáis, después de tantos años de silencio, a enviaros detalles sobre mis ocupaciones, y sobre este mundo «maravilloso» en el que, dices, tengo la suerte de vivir y moverme y tener mi ser... La diferencia entre regímenes es menos importante de lo que parece; estás solo por la fuerza, nosotros sin restricciones. ¿Es tan amplia la brecha entre un infierno y un paraíso devastador? Todas las sociedades son malas; pero hay grados, lo admito, y si he elegido este es porque puedo distinguir entre los matices de la triquiñuela. La libertad, como decía, exige, para manifestarse, un vacío; requiere un vacío, y sucumbe a él. La condición que la determina es la misma que la aniquila. Carece de fundamentos; cuanto más completa es, más se proyecta sobre un abismo, pues todo le amenaza, hasta el principio del que deriva.

Cioran también recordó su miedo de la infancia a la policía húngara, y comentó el carácter nacional del pueblo ruso, al que comparó con una fuerza de la naturaleza, en contraposición a una voluntad humana colectiva.

A la pregunta que usted hace: «¿Aún alberga sus viejos prejuicios contra nuestra pequeña vecina del oeste, todavía le guarda tanto resentimiento?» No sé qué respuesta dar; en el mejor de los casos puedo dejarte estupefacto o decepcionarte. Porque, por supuesto, no tenemos la misma experiencia de Hungría. Nacido más allá de los Cárpatos, no se podía conocer al policía húngaro, terror de mi infancia en Transilvania. Cuando vislumbré uno desde lejos, me asaltó el pánico y hui: era el extraño, el enemigo; Odiar era odiarle a «él». Por su culpa aborrecía a todos los húngaros con verdadera pasión magiar.

Los sentimientos que me inspira Occidente no son menos contradictorios que los que tengo hacia mi país, hacia Hungría o hacia nuestro «gran» vecino, cuya proximidad indiscreta usted está en mejores condiciones de apreciar que yo... que Rusia se ha formado a través de los tiempos, no como se forma una nación, sino como se forma un universo... Esos zares con su aspecto de divinidades secas, gigantes solicitados por la santidad y el crimen, colapsando en la oración y el pánico, estaban, al igual que estos recientes tiranos que los han reemplazado, más cerca de una vitalidad geológica que de la anemia humana... triunfando sobre todos nosotros por sus inagotables reservas de caos.

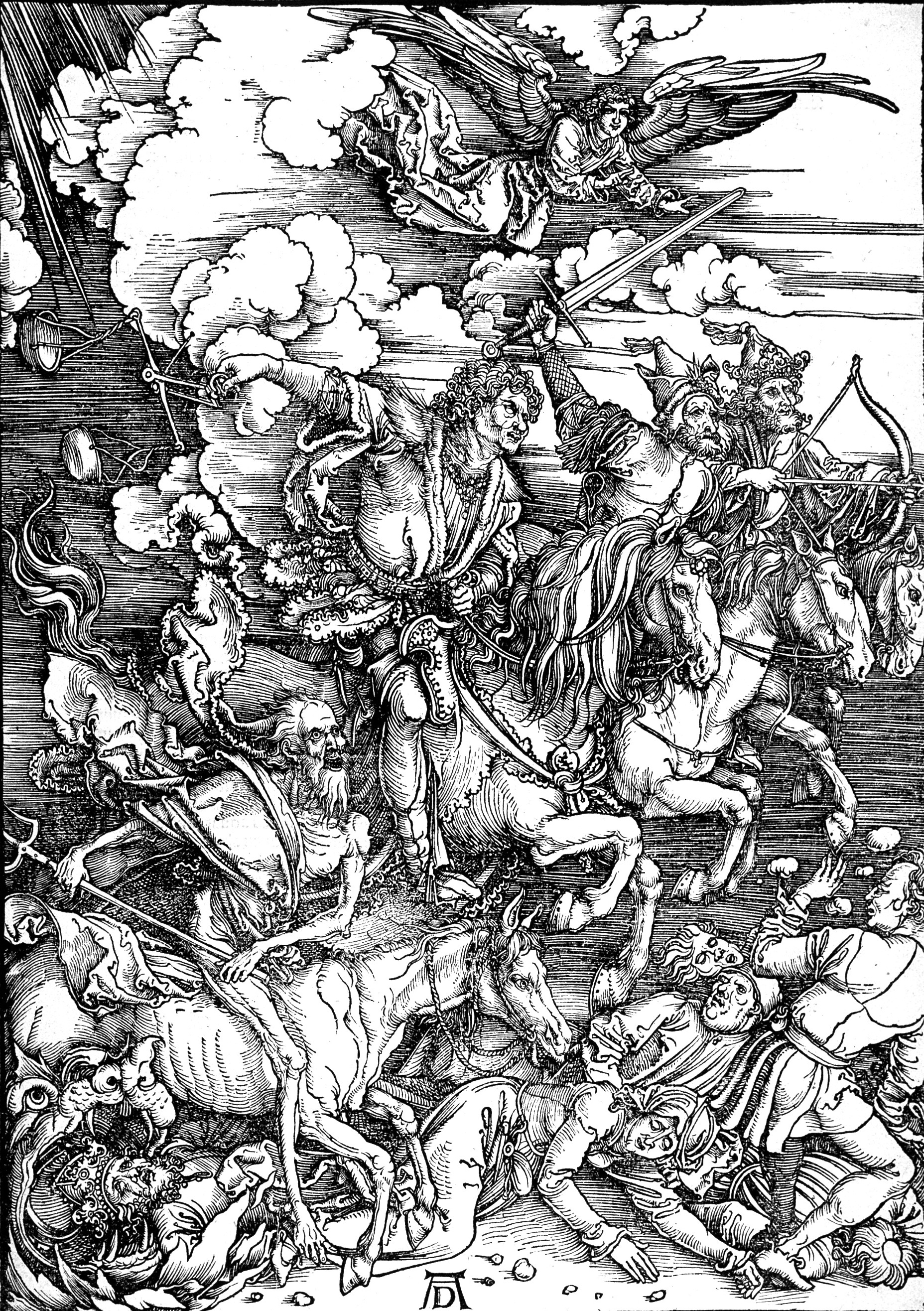
Cioran citó Los cuatro jinetes del Apocalipsis de Durero como una ilustración de la crueldad que los humanos se infligen entre sí a lo largo de la historia.

El segundo ensayo, «Rusia y el virus de la libertad», es una continuación del tema de la historia rusa, desde su pasado zarista hasta su presente entonces comunista. Como ejemplo, Cioran señaló que la cultura del cristianismo ortodoxo distinguía a Rusia del resto de Europa: «Al adoptar la ortodoxia, Rusia manifestó su deseo de diferenciarse de Occidente; era su forma de definirse a sí misma, desde el principio».  El tercer ensayo, «Aprender de los tiranos», es un análisis retórico de los fenómenos que dan lugar al autoritarismo y la psicología personal de los tiranos o dictadores. Según Cioran, la mayoría de la gente aspira al poder, y quienes no lo hacen son anormales. Para Cioran, un elemento importante de la psicología del tirano es su naturaleza solitaria, en la que aunque el tirano necesariamente interactúa con los demás, guarda sus planes para sí mismo, posiblemente con el objetivo de eliminar a los amigos que puedan desafiar su poder:

El gran error de César fue no desconfiar de su propio pueblo... Si tomara el poder, mi primera preocupación sería acabar con todos mis amigos. Cualquier otra forma de proceder arruinaría el métier, desacreditaría la tiranía. Hitler, bastante competente en este caso, hizo gala de gran sabiduría al deshacerse de Roehm, el único hombre al que se dirigió en segunda persona del singular, y de un buen número de sus primeros compañeros. Stalin, por su parte, no estuvo menos a la altura de la tarea, como atestiguan las Purgas de Moscú.

A pesar de su violencia, Cioran prefiere a los tiranos a los líderes espirituales, porque (según Cioran) si bien los primeros pueden ser arbitrarios y sin principios, al menos son honestos en su deseo de dominación, y no justifican sus acciones en términos de doctrina religiosa, que Cioran considera deshonesto. Además, los tiranos hacen de la historia un interesante tema de estudio:

Albergo debilidad por los tiranos, a quienes prefiero siempre a los redentores y profetas; los prefiero porque no se refugian en fórmulas... Un mundo sin tiranos sería tan aburrido como un zoológico sin hienas.

El cuarto ensayo, «La Odisea del rencor», afirma la importancia central de las emociones negativas a la hora de motivar el comportamiento humano (por ejemplo, triunfar sobre un adversario, vengarse o producir una obra de arte superior):

La soberanía de la acción proviene, admitámoslo de entrada, de nuestros vicios, que dominan un contingente de existencia mayor que el que poseen nuestras virtudes... Invariablemente, producimos y actuamos mejor por celos y codicia que por nobleza y desinterés... Toda convicción consiste principalmente en odio y solo en segundo lugar en amor.

En el quinto ensayo, «Mecanismo de la utopía», Cioran revisa obras literarias utópicas clásicas (por ejemplo, las obras de Cabet y Fourier), calificándolas de ingenuas. También identifica la antigua concepción de la utopía como un estado pasado que existió en un pasado distante, mientras que para los modernos el ideal de la utopía es algo por lo que hay que luchar en el futuro. En el sexto y último ensayo «La Edad de Oro», Cioran considera la noción clásica de una Edad de Oro, un antiguo período de felicidad descrito por Hesíodo al que siguieron períodos de empeoramiento (por ejemplo, la Edad del Bronce y la Edad del Hierro). Para terminar, Cioran rechaza explícitamente la posibilidad de cualquier utopía:

La armonía, universal o no, no ha existido nunca y nunca existirá. En cuanto a la justicia, para creerla posible, para siquiera imaginarla, es necesario disponer de la ventaja de un talento sobrenatural para la ceguera, de una elección sin precedentes, de una gracia divina reforzada por una diabólica, y contar, además, con el esfuerzo y la generosidad tanto del cielo como del infierno, un esfuerzo, en verdad, altamente improbable tanto de un lado como del otro.

## Recepción
Cioran publicó originalmente «Carta a un amigo lejano» como carta abierta en la Nouvelle Revue Française. Copias de la carta circularon en los círculos intelectuales rumanos, donde fue recibida con resentimiento porque Cioran escribía libremente desde París mientras que los rumanos, bajo el régimen comunista, no podían dar «una respuesta libre». La carta y otros escritos de Cioran se utilizaron más tarde como prueba para condenar a Noica y a otros por cargos (otros, más duros) de prisioneros políticos. Cioran lamentó que la carta destinada a su amigo se convirtiera en «un arma para utilizar contra él».
Una reseña del libro describió la traducción al inglés de History and Utopia como «una obra convincente pero profundamente inquietante. En el flujo de la apasionada escritura de Cioran, es demasiado fácil pasar por alto sus conclusiones erróneas y la casi burla que hace del análisis histórico». 
A lo largo de su carrera, Cioran solía expresarse en ensayos, aforismos y otros escritos fragmentarios, evitando intencionadamente el desarrollo de un sistema filosófico. La biógrafa Marta Petreu identificó su primera obra política, La Transfiguración de Rumanía, como una excepción, calificándola de su única «obra sistemática». Aunque Cioran más tarde repudió la Transfiguración por sus simpatías con el fascismo y el totalitarismo, Eugene Thacker señaló que no era su única obra política, señalando que Historia y Utopía era también una colección de escritos que trataban la política de manera concreta. 